# Turniej o Puchar Burmistrza Rawicza 1997
Puchar Burmistrza Rawicza 1997 – turniej żużlowy, rozegrany po raz 3. w Rawiczu, w którym zwyciężył Andrzej Huszcza.

## Finał
- Rawicz, 11 października 1997
- Sędzia: Ryszard Głód

| Msc. | Zawodnik             | Klub           | Pkt  |               |  |
| ---- | -------------------- | -------------- | ---- | ------------- |  |
| 1    | Andrzej Huszcza      | Zielona Góra   | 14+2 | (3,3,3,3,2)   |  |
| 2    | Roman Jankowski      | Leszno         | 12+3 | (1,2,3,3,3)   |  |
| 3    | Zenon Kasprzak       | Rawicz         | 12+1 | (3,3,3,3,dst) |  |
| 4    | Sebastian Ułamek     | Świętochłowice | 12+0 | (3,3,1,2,3)   |  |
| 5    | Andrejs Koroļevs     | Leszno         | 10   | (1,2,3,3,1)   |  |
| 6    | Rafał Dobrucki       | Piła           | 9    | (2,3,2,2,d)   |  |
| 7    | Robert Mikołajczak   | Leszno         | 9    | (3,1,2,1,2)   |  |
| 8    | Nicki Pedersen       | Dania          | 8    | (2,wu,2,1,3)  |  |
| 9    | Michal Makovský      | Czechy         | 8    | (2,1,1,2,2)   |  |
| 10   | Zbigniew Krakowski   | Rawicz         | 5    | (0,0,0,2,3)   |  |
| 11   | Jacek Krzyżaniak     | Toruń          | 5    | (2,2,1,0,0)   |  |
| 12   | Marek Nowak          | Rawicz         | 4    | (0,2,0,1,1)   |  |
| 13   | Arkadiusz Matuszak   | Ostrów Wlkp.   | 4    | (0,1,2,0,1)   |  |
| 14   | Adam Łabędzki        | Łódź           | 4    | (1,1,0,wgo,2) |  |
| 15   | Robert Kral          | Czechy         | 4    | (1,0,1,1,1)   |  |
| 16   | Paweł Jąder          | Gniezno        | 0    | (0,0,0,d,d)   |  |
|      | rez. Mariusz Szmanda | Rawicz         |      | (0)           |  |
|      | rez. Maciej Jąder    | Leszno         |      | (ns)          |  |